# Ugarte (Gatica)
Ugarte es una entidad de población española del municipio de Gatica, perteneciente a la provincia de Vizcaya, en la comunidad autónoma del País Vasco.

## Historia
Hacia mediados del siglo XIX, el lugar, ya por entonces perteneciente a Gatica, tenía contabilizada una población de 137 habitantes. Aparece descrito en el decimoquinto volumen del Diccionario geográfico-estadístico-histórico de España y sus posesiones de Ultramar de Pascual Madoz con las siguientes palabras:

UGARTE: barrio en la prov. de Vizcaya, part. jud. de Bilbao, térm. de Gatica: 17 casas, 28 vec., 137 almas.
(Madoz, 1849, p. 205)

En 2022, tenía empadronados 185 habitantes.